# Augustus Herring

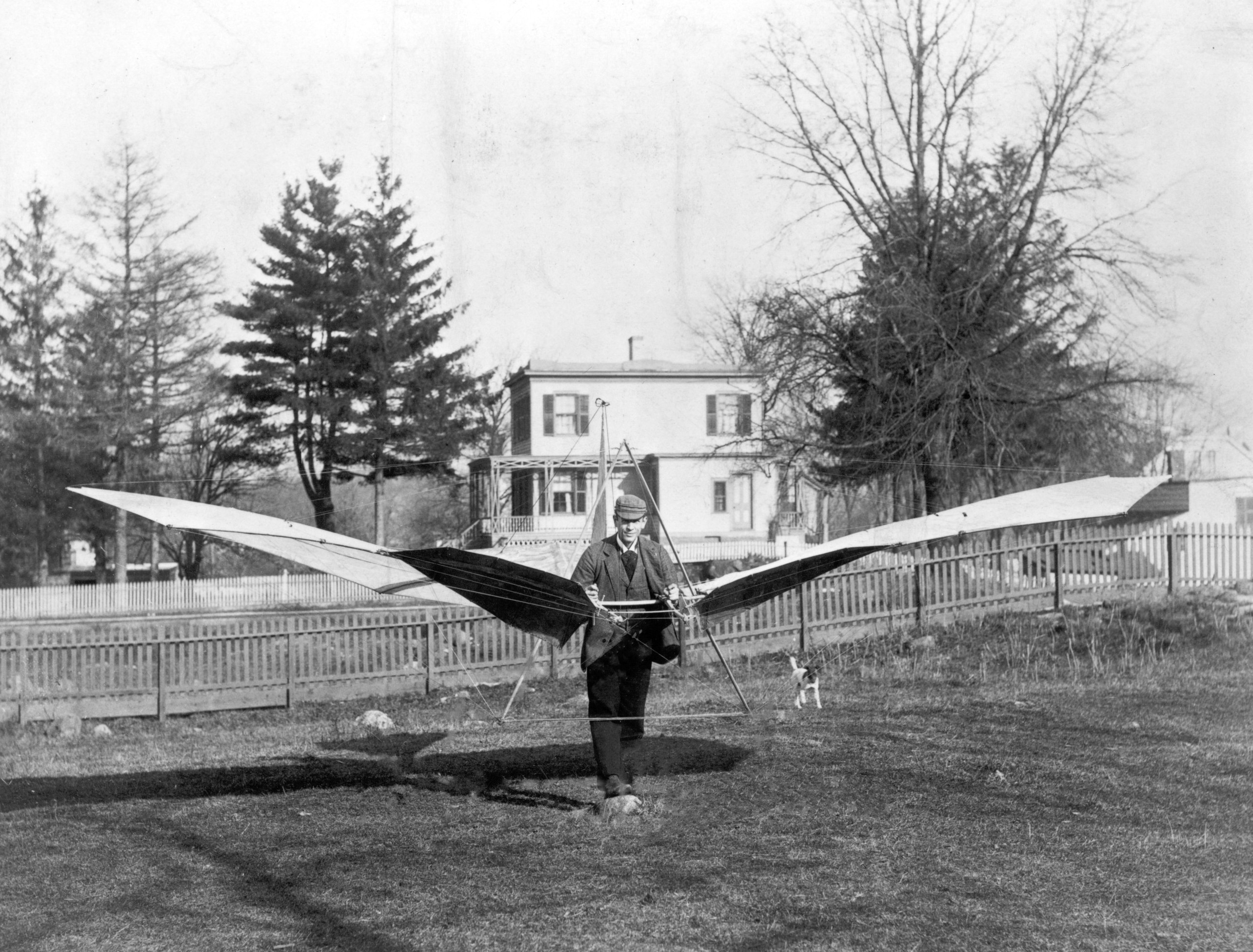
Gleiter, entwickelt auf der Basis des Lilienthal-Patents 1894

Augustus Moore Herring (* 3. August 1867 in Covington, Georgia; † 17. Juli 1926 in New York City) war ein US-amerikanischer Flugpionier. 

## Leben

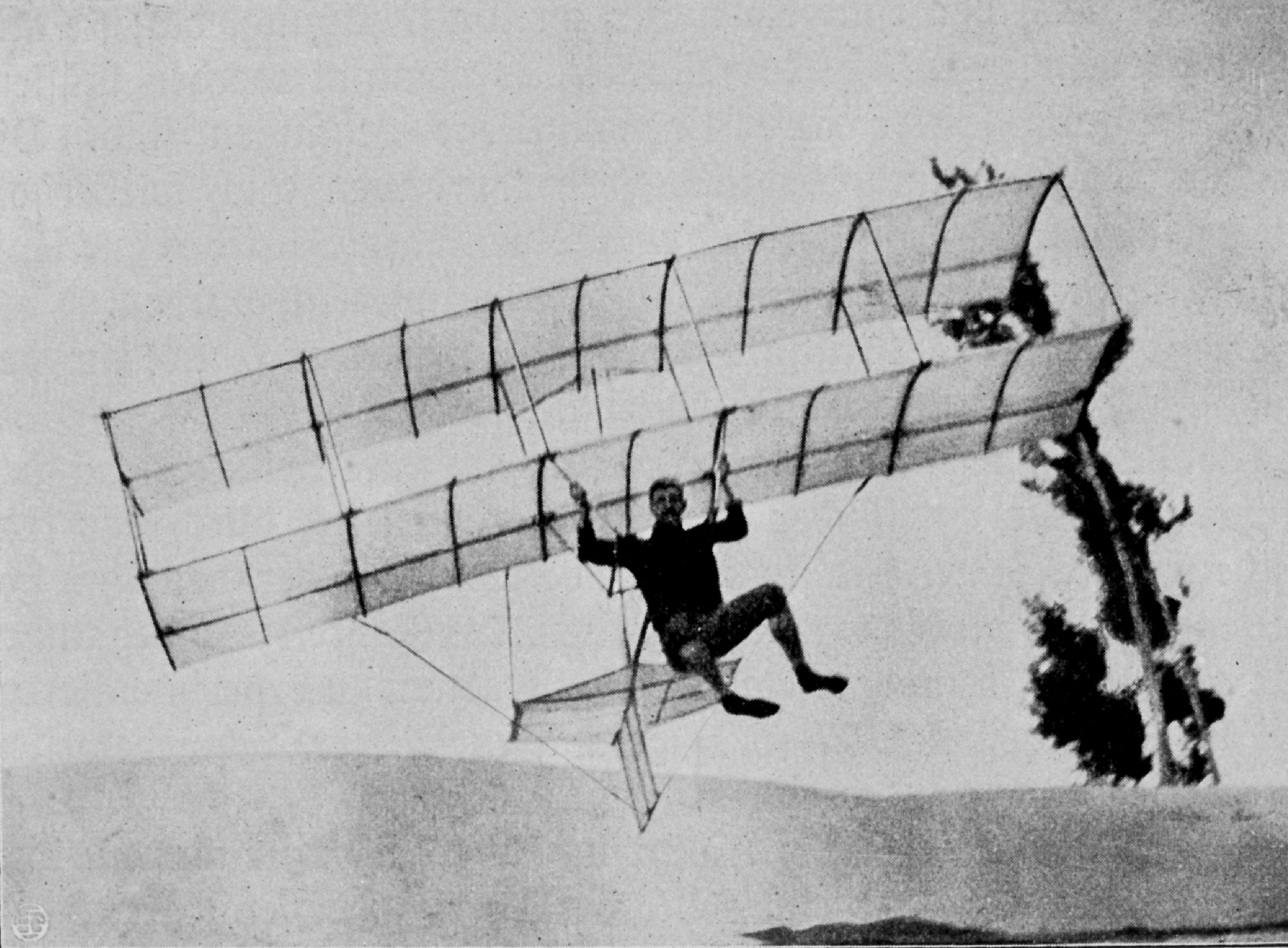
Der Chanute-Herring-Doppeldeckergleiter 1896

Seine Eltern waren Cloe Berry Conyers und der vermögende Baumwollhändler William F. Herring.
Herring versuchte sich in den Jahren 1885/1886 während seiner Zeit am Stevens Institute of Technology zunächst mit einer eigenen Konstruktion eines Gleiters, die sich jedoch nicht als funktionstüchtig erwies.
Herring baute ab 1893 eigene Gleitflugzeuge. Das erste Modell flog zwar, stürzte jedoch wegen mangelnder Steuerbarkeit ab. Danach baute er mehrere Gleiter nach der Zeichnung im Otto Lilienthal Patent. Diese Weiterentwicklung wurde ebenfalls durch Gewichtsverlagerung des Piloten gesteuert. Von diesem verbesserten Entwurf fertigte er drei Stück an.
Ab 1895 arbeitete Herring erst für Octave Chanute, dann für Samuel Pierpont Langley. Er führte dort aerodynamische Experimente durch. Langley besuchte im Sommer 1895 Lilienthal in Berlin und informierte Herring bereits am 6. August 1895 per Brief über Lilienthals Flüge mit einem Doppeldeckergleiter. Im Januar 1896 zog er nach Chicago um und arbeitete für Chanute, um mit Gleitflugzeugen zu experimentieren. Tragflächen und Schwanz wurden ständig variiert. Eine dieser Varianten erwies sich als erfolgreich.
Am 22. Juni 1896 fuhren Chanute, sein Sohn Charley, Herring und William Avery mit dem Zug zu den Indiana Sand Dünen am Lake Michigan und testeten dort ihre Gleiter. Am 21. August fuhr die Gruppe zum zweiten Mal zum Lake Michigan. Anfang September erreichte der Doppeldeckergleiter bereits eine Flugweite von über 130 m.
Im Jahre 1898 baute er ein Versuchsflugzeug mit einem etwa 3 PS leistenden Pressluftmotor. Herring selbst berichtete von zwei erfolgreichen Flügen mit diesem umgebauten Gleiter über 15 bis 25 m, die im Oktober 1898 ausgeführt wurden. Die Flüge waren jedoch nicht gelenkt und die Maschine hatte nur eine Betriebsdauer von 30 s.
1899 entwickelte Herring eines der ersten amerikanischen Motorräder mit Verbrennungsmotor; eine Serienproduktion der Herring fand jedoch nie statt.
1902 baute Herring Chanutes Katydid Gleiter nach und flog ihn vor den Augen der Brüder Wright in Kitty Hawk. Aufgrund dieses Kontaktes schlug Herring am 28. Dezember 1903 den Wrights in einem Brief die Gründung einer Firma zur Herstellung und Fertigung von Flugzeugen vor. Die Wrights beantworteten diesen Brief nicht, sie hatten daran kein Interesse. Wilbur Wright schrieb jedoch an Chanute, dass der von den Wrights verwendete Entwurf dem von Chanute und Herring aus dem Jahre 1896/7 sehr ähnlich sei.
Nachdem er wieder nach New York gezogen war, gründete Augustus Herring mit Glenn Curtiss 1909 die Herring-Curtiss Company, die den außerordentlich erfolgreichen Golden Flyer hervorbrachte. Dies war die erste Firma, die als Flugzeughersteller gegründet wurde. Die Firma wurde jedoch liquidiert, weil die Patente, die Herring angeblich hatte, nicht existierten.
Herring gründete darauf die Herring-Burgess-Company in Massachusetts, die ebenfalls einige Flugzeuge herstellte. Während des Ersten Weltkrieges leistete Herring einige Ingenieursdienstleistungen für die US-Armee.
Den Rest seines Lebens verbrachte er im Wesentlichen damit, Klagen gegen viele Pioniere zu führen, einschließlich Glenn Curtiss, die sich bis 1932 hinzogen.